# Timothy Bottoms
Timothy James Bottoms (Santa Barbara (Californië), 30 augustus 1951) is een Amerikaanse acteur en producent. Bottoms werd geboren als zoon van een beeldhouwer en kunstleraar. Hij is de broer van de acteurs Sam Bottoms, Joseph Bottoms en Ben Bottoms. Timothy Bottoms kreeg bekendheid door zijn rol als George W. Bush in de Comedy Central-serie That's My Bush!.

## Geselecteerde filmografie

### Televisie
- Dirt (2007)
- Grey's Anatomy (2005)
- NCIS (2004)
- That '70s Show (2002)
- That's My Bush! (2001)
- The Twilight Zone (1988)

### Filmografie
- Shanghai Kiss (2007)
- The Girl Next Door (2004)
- Elephant (2003)
- The Crocodile Hunter: Collision Course (2002)
- The Man in the Iron Mask (1998)
- One door Metallica (archiefbeeld Johnny Got His Gun) (1989, videoclip)
- Invaders from Mars (1986)
- Operation Daybreak (1975)
- The Paper Chase (1973)
- Johnny Got His Gun (1971)
- The Last Picture Show (1971)